# カリフォルニア州副知事
カリフォルニア州副知事（Lieutenant Governor of California）は、アメリカ合衆国カリフォルニア州の副知事である。
| #  | 氏名                                   | 就任           | 退任         | 政党             | 知事                             |
| -- | -------------------------------------- | -------------- | ------------ | ---------------- | -------------------------------- |
| 1  | ジョン・マクドゥーガル                 | 1849年12月20日 | 1851年1月9日 | 独立民主党       | ピーター・バーネット             |
| 2  | デイヴィッド・C・ブロデリック（代理）  | 1851年1月9日   | 1852年1月8日 | 民主党           | ジョン・マクドゥーガル           |
| 3  | サミュエル・パーディ                   | 1852年1月8日   | 1856年1月9日 | 民主党           | ジョン・ビグラー                 |
| 4  | ロバート・M・アンダーソン              | 1856年         | 1858年       | ノウ・ナッシング | J・ニーリー・ジョンソン          |
| 5  | ジョン・ウォークアップ                 | 1858年         | 1860年       | 民主党           | ジョン・B・ウェラー              |
| 6  | ジョン・G・ダウニー                    | 1860年         | 1860年       | 民主党           | ミルトン・レイサム               |
| 7  | アイザック・N・クイン（代理）          | 1860年         | 1861年       | 民主党           | ジョン・G・ダウニー              |
| 8  | パブロ・デ・ラ・ゲラ（代理）           | 1861年         | 1862年       | 民主党           | ジョン・G・ダウニー              |
| 9  | ジョン・F・チェリス                    | 1862年         | 1863年       | 共和党           | リーランド・スタンフォード       |
| 10 | ティム・N・マチン                      | 1863年         | 1867年       | 労働組合員共和党 | フレデリック・ロー               |
| 11 | ウィリアム・ホールデン                 | 1867年         | 1871年       | 民主党           | ヘンリー・ハントリー・ヘイト     |
| 12 | ロムアルド・パチェコ                   | 1871年         | 1875年       | 共和党           | ニュートン・ブース               |
| 13 | ウィリアム・アーウィン（代理）         | 1875年         | 1875年       | 民主党           | ロムアルド・パチェコ             |
| 14 | ジェームズ・ジョンソン                 | 1875年         | 1880年       | 民主党           | ウィリアム・アーウィン           |
| 15 | ジョン・マンスフィールド               | 1880年         | 1883年       | 共和党           | ジョージ・クレマン・パーキンス   |
| 16 | ジョン・ダゲット                       | 1883年         | 1887年       | 民主党           | ジョージ・ストーンマン           |
| 17 | ロバート・ホイットニー・ウォーターマン | 1887年         | 1887年       | 共和党           | ワシントン・バートレット         |
| 18 | スティーヴン・M・ホワイト（代理）      | 1887年         | 1891年       | 民主党           | ロバート・ウォーターマン         |
| 19 | ジョン・B・レディック                  | 1891年         | 1895年       | 共和党           | ヘンリー・マーカム               |
| 20 | スペンサー・G・ミラード                | 1895年         | 1895年       | 共和党           | ジェームズ・バッド               |
| 21 | ウィリアム・T・ジーター                | 1895年         | 1899         | 民主党           | ジェームズ・バッド               |
| 22 | ジェイコブ・H・ネフ                    | 1899           | 1903年       | 共和党           | ヘンリー・ゲージ                 |
| 23 | オールデン・アンダーソン               | 1903年         | 1907年       | 共和党           | ジョージ・パーディー             |
| 24 | ウォーレン・R・ポーター                | 1907           | 1911年       | 共和党           | ジェームズ・ジレット             |
| 25 | A・J・ウォレス                         | 1911年         | 1915年       | 共和党           | ハイラム・ジョンソン             |
| 26 | ジョン・モートン・エシュルマン         | 1915年         | 1916年       | 進歩党           | ハイラム・ジョンソン             |
| 27 | ウィリアム・スティーブンス             | 1916年         | 1917         | 共和党           | ハイラム・ジョンソン             |
| 28 | アーサー・H・ブリード・シニア          | 1917年         | 1919         | 共和党           | ウィリアム・スティーヴンス       |
| 29 | C・C・ヤング                           | 1919           | 1927年       | 共和党           | ウィリアム・スティーヴンス       |
| 29 | C・C・ヤング                           | 1919           | 1927年       | 共和党           | フレンズ・リチャードソン         |
| 30 | ビュロン・フィッツ                     | 1927年         | 1928年       | 共和党           | C・C・ヤング                     |
| 31 | H・L・カーナハン                       | 1928年         | 1931年       | 共和党           | C・C・ヤング                     |
| 32 | フランク・メリアム                     | 1931年         | 1934年       | 共和党           | ジェームズ・ロルフ               |
| 33 | ジョージ・J・ハットフィールド          | 1935年         | 1939年       | 共和党           | フランク・メリアム               |
| 34 | エリス・E・パターソン                  | 1939           | 1943年       | 民主党           | カルバート・オルソン             |
| 35 | フレデリック・F・ハウザー              | 1943年         | 1947年       | 共和党           | アール・ウォーレン               |
| 36 | グッドウィン・ナイト                   | 1947年         | 1953年       | 共和党           | アール・ウォーレン               |
| 37 | ハロルド・J・パワーズ                  | 1953年         | 1959         | 共和党           | グッドウィン・ナイト             |
| 38 | グレン・M・アンダーソン                | 1959           | 1967年       | 民主党           | パット・ブラウン                 |
| 39 | ロバート・ハッチンソン・フィンチ       | 1967年         | 1969         | 共和党           | ロナルド・レーガン               |
| 40 | エドウィン・ライネッケ                 | 1969           | 1974年       | 共和党           | ロナルド・レーガン               |
| 41 | ジョン・L・ハーマー                    | 1974年         | 1975年       | 共和党           | ロナルド・レーガン               |
| 42 | マーヴィン・M・ダイマリー              | 1975年         | 1979         | 民主党           | ジェリー・ブラウン               |
| 43 | マイク・カーブ                         | 1979           | 1983年       | 共和党           | ジェリー・ブラウン               |
| 44 | レオ・T・マッカーシー                  | 1983年         | 1991年       | 民主党           | ジョージ・デューク・メジアン     |
| 44 | レオ・T・マッカーシー                  | 1991年         | 1995年       | 民主党           | ピート・ウィルソン               |
| 45 | グレイ・デイヴィス                     | 1995年         | 1999         | 民主党           | ピート・ウィルソン               |
| 46 | クルスブ・スタマンテ                   | 1999           | 2003年       | 民主党           | グレイ・デイヴィス               |
| 46 | クルスブ・スタマンテ                   | 2003年         | 2007年       | 民主党           | アーノルド・シュワルツェネッガー |
| 47 | ジョン・ギャラメンディ                 | 2007年         | 2009         | 民主党           | アーノルド・シュワルツェネッガー |
| 48 | モナ・パスクイル（代理）               | 2009年         | 2010年       | 民主党           | アーノルド・シュワルツェネッガー |
| 49 | アベル・マルドナド                     | 2010年         | 2011年       | 共和党           | アーノルド・シュワルツェネッガー |
| 49 | アベル・マルドナド                     | 2010年         | 2011年       | 共和党           | ジェリー・ブラウン               |
| 50 | ギャビン・ニューサム                   | 2011年         | 2019年       | 民主党           |                                  |
| 51 | エレニ・クーナラキス                   | 2019年         | 現職         | 民主党           | ギャビン・ニューサム             |

## 参考サイト
- “History of California Constitutional Officers”.   California Secretary of State. p. 6. 2011年1月17日閲覧。
- Current Candidates for Lieutenant Governor